# マグマ大使 (テレビドラマ)
『マグマ大使』（マグマたいし）は、手塚治虫の漫画『マグマ大使』を原作とするピー・プロダクション制作の特撮テレビ番組。1966年7月4日から1967年9月25日までフジテレビで毎週月曜日19：30 - 20：00（第39話まで）、19：00 - 19：30（第40話から）に全64回（本編全52話 + 再放送12話）が放映された。
本作品は、日本初の全話カラー放送された特撮ドラマであり、放映初日は『ウルトラマン』に13日先んずるものである。

## 制作
本作品は、前番組の『W3』が裏番組の『ウルトラQ』に視聴率を奪われたことから、フジテレビがこれに対抗しうる特撮番組制作を企画したことに始まる。フジテレビはこれを東急エージェンシーに依頼する。
これに先駆け、ピー・プロダクションは『クラブ君の冒険』（秋玲二原作）というテレビ特撮番組の白黒パイロットフィルムを制作していた。ピープロ社長のうしおそうじによると、この作品を虫プロダクションで試写した際に同席していた東急エージェンシーのプロデューサー上島一男の目に留まることとなった。これを買い付けた上島はスポンサーにロッテをつなぎ、局に打診したところ、ロッテ側から「もっと知名度のあるものを」との声が上がった。これを受けてうしおが、当時の旧友である手塚治虫が雑誌連載中だった『マグマ大使』の映像化を思いつき、箱根で忘年会中だった彼のもとへ直談判に向かい、実現させたのが本作品である。手塚側は実写化に当たり、当初は『マグマ大使』と『ビッグX』の2作を候補に挙げたという。
うしおから実写特撮ドラマ化の話を持ちかけられた当初、手塚は1959年の実写版『鉄腕アトム』が1年間におよぶ人気作となったものの、原作のイメージとあまりにもかけ離れていたため、自分の漫画の実写化に不信感を抱いて難色を示していた。こうした経緯もあり、手塚が『マグマ大使』の実写化を許諾したことは、うしおによれば業界の内外でも大きな驚きをもって受け止められたといい、フジテレビ側のプロデューサーである別所孝治も、本作品の権利が取れたときは飛び上がって喜んだと述べている。後年、手塚は本作品のことを「当時の予算と技術力としては最高水準の出来栄えであり、本当に素晴らしい作品だった」と評している。
フジテレビ側では前代未聞の特撮ヒーロー番組企画に及び腰の声が強く、「この企画が通ったのはひとえに東急エージェンシーの上島プロデューサーの熱弁があったおかげ」と、うしおは語っている。
こうして制作が決定したが、放映開始までの製作期間に余裕がないため、第1話は脚本を製作する暇がなく原作漫画をほぼそのまま使用したとのことで「ジェット気流」の説明のくだりなどは未映像化に終わっている。
番組予算は、うしおによれば1本につき500万円で、高額だったが、ストーリーは基本的に4話で完結する方式を取っていた。しかし、あまりにも長いストーリー展開に当時の視聴者が難色を示したため、第41話以降は2話完結に変更されている。そのため、シナリオも1冊に4話、もしくは2話分のエピソードがまとめられ、後継作の『怪獣王子』も同路線になった。
うしおによれば、番組開始前のプランニングには映画畑の人材が集められたが、その中には田原総一朗の姿もあったという。
アニメ制作会社でもあるピープロ作品の特徴として、実写とアニメーションの合成が多用されている。縮小化した「ミクロン人間」が動き回るカットなど、他社には見られない画作りとして高い効果を上げていた。オープニングや第1話の始祖鳥のカットなどのリアル・アニメーションの作画は、戦前のアニメ映画で活躍した政岡憲三が担当するという豪華さだった。また、渡辺善夫による緻密な合成作画が「マモルの家」など随所に使われ、独特の雰囲気を画面に生み出している。
漫画版と異なり、放送開始当時の「怪獣ブーム」の牽引役としてマグマ大使と怪獣の戦いが見せ場とされ、視聴者から募集したものも含めて多くの怪獣が登場し、商品化された怪獣も多かった。劇中で怪獣に破壊されるミニチュアの製作は、円谷英二の下で活躍した入江義夫が中心となっており、日本各地の名所・旧跡の精巧なミニチュアが話題となった。東大寺のミニチュアなどは、中にしっかり大仏まで作り込まれているこだわりようで、うしおそうじはこれらのミニチュアについて「現在のテレビ番組では（予算的にも技術的にも）作るのは到底不可能だろう」と語っていた。プロデューサーの別所は、東大寺を破壊したシーンに対してクレームが来たと述べている。
ピープロとしても初の実写特撮番組でもあり、放映開始に先立ってうしおは師匠の円谷英二に挨拶をしている。その後、円谷英二は『ウルトラマン』の放送準備で円谷特技プロダクションが大わらわになっている中「鷺巣（うしお）くんところのマグマ大使は大丈夫かな」と本作品の心配ばかりしており、息子の円谷粲らが「親父、少しはウルトラマンの心配をしてくれよ」と頼んだほどだった。複数の関係者が、円谷がよく現場を覗きに来ていたと証言しており、特撮監督の小嶋伸介は満足ではない環境で撮影していることに円谷が感心していたことを述べている。大掛かりなミニチュアの制作時には東宝の若手美術スタッフが会社に隠れてアルバイトで参加しており、東宝や円谷プロの関係者が見学に訪れると隠れてしまうこともあったという。
主題歌や劇中音楽の担当者は山本直純と表記されているが、実際の劇伴の担当者は玉木宏樹である。歌に関しては山本が曲を書き、坂田晃一が歌バックのオーケストレーションを担当している。うしおによると、山本は手塚の大ファンであり、「手塚さんの番組の音楽を担当できるなんて夢みたいだ」と大喜びで作曲を引き受けたと言う。当初は「0戦はやと」との関係から渡辺岳夫を予定していたという。
製作途中には小嶋が特撮に苦戦していた『怪獣王子』への応援に京都へ異動したため、助監督であった堺武夫が特撮演出に昇格した。
視聴率は30%台をマークし、「第一次怪獣ブーム」の牽引役となった。
アメリカでは『スペース・ジャイアンツ』のタイトルでテレビ放映された。
2013年7月6日の午前11:00、NHKBSプレミアムの『手塚治虫×石ノ森章太郎 TV作品初回・最終回大集合!』内で初回と最終回が放映された。ただし、オープニングとエンディングはノンテロップである。

## 主な登場キャラクター
マグマ大使
アースに生み出された金色のロケット人間。基本の身長は6メートル。怪獣と戦う際にはこれに対応して巨大化する。武器は頭部アンテナからの熱線砲と腹部からのミサイル（これはロケット形態でも使用可能）、そして中盤から登場したジェット気流。これはアースに封印されていた技で、ロケット形態で回転しながら飛び回ることで凄まじい竜巻を起こす。また、アースから武器を与えられることもある。
マグマ大使らロケット人間は特殊金属の体を持ち、人間型とロケット型に変形する（人間型でも飛行可能）。日本を遠く離れた無人の火山島を基地としており、出入口はその火口にある。
- 演技者は魚澄鉄也。体力の必要な役柄を考慮し、うしおは魚澄に食事をどんどん採らせ、20キログラム近く肥らせたが、1967年8月に製作されたパイロット版『豹マン』の主人公・銀河系太郎役は素顔での出演のため、逆にやせなければならなかったことで、結局は太めの体格のまま撮影に至ったという。
- マグマ大使の造型は大橋史典と開米栄三。頭髪はカツラ形式で、希少で高価な中国産のヤクの毛が使われており、水に濡れるなどするとすぐに使い物にならなくなるため、常時5つほど用意されており、順次取り替えていたという。頭はFRP製、胴体はラテックス製発泡ウレタンだったが、金色塗料による腐食で劣化が激しく、放映中に何体も新調されている。
- マグマ大使、ゴアのぬいぐるみ（着ぐるみ）の手は当初、原作漫画同様4本指だったが、第2話から5本指に変更されている。
- パイロットフィルム版では、マグマの顔は魚澄の素顔に直接金粉メイクを施して撮影されている。原作のイメージに非常に近くスタッフや関係者からも好評だったが、着ぐるみによるアクションの熱で金粉の下の顔が真っ赤になることや、番組の海外への売り込みを考慮した。本放送ではこの演出を断念し、大橋史典がデザインした被り物のマスクによる撮影に変更されている。
- ロケット形態のミニチュアはバルサ材で造られた。造形と操演を担当した比留間伸志は、仕込んでいた火薬が強力だったために焦げることが多く、補修が大変であったと証言している。
- アメリカ放映版での名称はゴールダー。

モル
マグマの妻。銀色のロケット人間で、人間と同じ大きさ。人間同様に呼吸しているようで、ドクロ島への海中からの潜入の際にはアクアラングを装備した。マグマ大使と同様に頭にヘアバンド式のアンテナを付けているが、マモルたちのもとへ来る際にはスーツと同色の、アンテナのついた銀色のスイムキャップ状の被り物を着ける。
ガム
マグマ夫妻の子供。マモルをモデルに製造されたロケット人間で、人間の子供と同じ大きさ。赤白模様のロケットに変形する。一度アースによって人間になったことがあるが、また元のロケット人間に戻った。なお、モルとガムもマグマと同じく熱線砲とミサイルを使えるが、2人とも人間と同じ大きさであるため、マグマのものより威力は数段劣る。
アンテナ付きのヘルメットを被っており、このヘルメットはゴムの耳覆いのついたものだったが、第9話からは一体型の耳覆いが付いたタイプに変更された。この際、水色から白地の中央に赤い縁付きの青いラインが入るものに変更された。
マモル少年と関わったことからマグマ夫妻も子供が欲しくなり、その願いを聞き入れたアースがマモル少年をモデルに長男・ガムを誕生させた。主人公のマモルと固い友情で結ばれており、年恰好も似ていることから、マモルがまず呼び寄せるのは大抵ガムだった。
- ガムという名はスポンサーがロッテだったため。

アース
地球の創造主で、長く白い頭髪と髭をたくわえた人間の男性老人の姿をとっている。ゴアへの対抗のためにマグマ一家を作り出した。地球を創造して人間を創ったが全能というわけでもなく、植物は自然発生したものなので御せず、植物体である人間モドキにはお手上げだった。
マグマ大使らを助け、様々なアイテムを授ける。最終話では己の寿命が来たと悟って入滅し、大宇宙にある神々の里オリンポスへ帰還する。

### 地球人
村上 マモル
正義感の強い、勇敢な少年。父が「NPI通信社」の記者を務める関係で、ゴアとアース陣営の両方と関わるようになる。アースのもとへ招かれ、「ロケット型の笛」を貰う。この笛を「一度」吹けばガムが、「二度」吹けばモルが、「三度」吹けばマグマ大使が超音速でマモルのもとへ駆けつける。
フレニックスによって音波が吸収されて超音波笛が使えなくなった時には、アースによって「一回」撃つとガムが、「二回」撃つとモルが、「三回」撃つとマグマ大使がやってくる信号弾銃が代わりに与えられた。
また、この笛の音は録音したものでも有効で、第43話では録音された笛の音があちこちで吹き鳴らされ、マグマ一家が翻弄されている。なお、本編で使われた超音波笛はガムのロケットを基にデザインされたものだったが、パイロット版ではロケット型ではない金色の笛だった。最初の設定では超音波笛はなく、マモルが「マグマ大使ーッ！」と叫べばどんなに遠距離でも頭にあるアンテナでマモルの声を正確に聞き分けることができる設定だったという。
第25話ではアースから新たな武器の一つとして熱線銃を貰い受けているものの、劇中では数話の使用にとどまっている。
村上 厚
マモルの父で「NPI通信社」の記者。資産家の家柄らしく、伊豆に執事つきの別荘を持っている。
村上 友子
マモルの母。夫も息子もすぐにいなくなるため心配が絶えない。第9話でルゴース2号にすり替えられ、行方不明となり、第25話でようやく無事帰還する。
水野デスク
村上厚の上司で、第12話まで登場する。部下に対して厳しい一面を持つ。
木田記者
村上厚の同僚で共に何度も死線を潜り抜けている、名古屋支局の記者。準レギュラーだったが、第26話から東京支社に転属されてレギュラーとなる。
リズ
村上厚の同僚の白人女性カメラマンで、第9話から第26話まで登場する。
海老名隊長
第26話から登場する国際緊急出動隊（通称スクランブル）の日本本部隊長。

### ゴア
ゴア
自称「宇宙の帝王」「地球の征服者」。これまでに数多くの星を征服しており、住民を自軍の戦力として取り込んでいる。また、サルタンらは「地球人は宇宙征服をたくらむ残忍な生き物である」と吹き込まれて戦力参加させられていた。我欲が強く、怒りっぽく残忍な性格であるが、滅ぼした星々の子供たちを円盤内で養うという意外な一面も持っている。ゴアの声にはエコー処理が施された。
- 造型は大橋史典。当時の大橋は日本電波株式会社との契約問題がこじれてうしお宅に匿ってもらっており、大使、ゴア、大恐竜（アロン）のスーツは、うしおの自宅で製作された。
- 演じた大平透は当初は声優としての起用だったが、助監督が演じていたゴアの演技を「セリフのタイミングが合わせづらい」と評し、監督の土屋啓之助に「声優だけのギャラでいいから、どうしても自分でやりたい」と申し出て、第1話からスーツアクターも務めた。大平は長身であったためにスーツは作り直しとなり、うしおの自宅で大平の顔の石膏型が取られ、彼の顔に密着したマスクが作られた。
- 大平は演技する際に大量の汗をかくため、自宅の家政婦を連れて来て冷却や汗拭きを行ってもらっていた。本編では素顔が出ないにもかかわらず、大平は素顔の時でもファンから「ゴアだ」と石を投げられることもあったという。

ゴアゴンゴン
第51話・第52話に登場。
東京タワーの近くに現れたゴアが巨大化変身した、後頭部に後ろ向きの2本の角のある直立怪獣。口から発射する絶対零度の冷凍光線であらゆるものを破壊する。また、右手から発する閃光で姿を消すこともできる。東京タワーを破壊した後、マグマ大使と数度に渡って対決する。2度目は基地に帰ると見せかけたマグマ大使によっておびき寄せられた活火山で交戦するも噴火で中断され、最後の対決は地球の外の氷の惑星ゴアラ遊星で行われる。マグマ大使、モル、ガムの3人が協力してゴアゴンゴンと戦い、マグマ大使がミサイルで止めをさした。
ゴアの部下
ゴアの円盤で使役される生命体。黒ストッキングを被ったようなのっぺらぼうで、全身真っ黒な姿をし、赤い裏地の黒いマントを羽織っている。銃火器で武装しているが、少年のマモルに投げ飛ばされるなど戦闘能力は低めである。名前も顔もないが、働きによっては第43話のガベルのようにゴアに顔や名を与えられた者もいる。
人間モドキ
第9話「謎の空飛ぶ円盤」から第24話「地球人反撃せよ」まで登場。
ゴアの命令でルゴース星人が作った下等な生物。全身を黒いタイツと覆面で覆ったような姿をしており、人間態で暗躍する。宇宙植物がその正体であり、ガムの光線を浴びるとドロドロに溶けてしまう。人間と入れ替わってそっくりに化けるが、元の人間は仮死状態になってしまう。ゴアは日本南方に浮かぶ「ドクロ島」にある訓練施設で、この人間モドキの量産を目論んだ。弱点は「GGH9」という細菌兵器。
- 人間モドキがガムの熱線にやられてドロドロと緑色に溶ける特撮シーンには、食用の寒天が使われた。

怪獣
ゴアが大宇宙から呼び寄せ、地球を襲う。正体は巨大怪獣だが、普段は人間態でいるものも多い。
- 怪獣デザインは入江義夫が行い、開米栄三が造形を行った。当時は怪獣制作に使うウレタンマット素材の業者卸などなく、開米は布団のマットを購入し、ウレタンを取り出して使用したと当時の苦労を語っている。これも開米によれば、独創的なスタイルのダコーダは小嶋によるデザインである 。

### その他のキャラクター
オリンポス星の神々
宇宙の彼方にあるオリンポス星の神殿に住んでいる。古代ギリシャ風の姿をしており、主神ゼウスはアースの上司に当たるらしい。
宇宙人の子供たち
「アラン星」など、ゴアが滅ぼした星の子供たちのうち数人が円盤内で養われている。遊具の揃った大きな部屋に、子供たちだけで集められていた。最終回で主を失った後の円盤内での動向は描かれなかった。

## キャスト
本作品のキャスティングは、岡田眞澄や應蘭芳、イーデス・ハンソンなど、子供番組の枠を超えた幅広いものだが、これは東急エージェンシーのプロデューサー、上島一男の尽力による。
- マグマ大使 - 魚澄鉄也
- モル - 應蘭芳
- ガム - 二宮秀樹、吉田次昭[注釈 12]
- 村上マモル - 江木俊夫
- 村上厚 - 岡田眞澄
- 村上友子 - 八代万智子
- 水野デスク - 睦五郎
- 木田記者 -  黒丸良
- リズ - イーデス・ハンソン
- 海老名隊長 - 北島一男
- アース - 清水元

### 声の出演
- マグマ大使 - 金内吉男
- ゴア - 大平透
  - ゴア役の大平は第50話で緑の花を発見した細菌研究所の藤波博士役として顔出し出演もしており、その直後に場面が変わって登場したゴアは人類が緑の花を発見したことを悔しがるという趣向となっている。
- ガム - 野沢雅子 （第41、42話のみ）
- ナレーター - 田口計（第13話より）

### ゲスト出演者
- ゴアの使い（第1話）：樋口功
- 牛乳配達 （第1話）：片桐襄二
- 子供たち（第1話）：劇団ひまわり
- 野球帽の少年（第1話）：古谷徹
- 中央気象台地震課所長（第3話）：吉沢久嘉
- 中央気象台地震課課長（第3話）：鈴木泰明
- カーラジオの声（第3話）：能村庸一
- 防衛庁長官（第4話）：南道郎
- 中継アナウンサー（第4話）：能村庸一[38]
- YS-11旅客機機長（第5話・第8話）：守田比呂也
- 旅客機副操縦士（第5話）：田中淑隆
- 名古屋大学・西川教授（第5話・第6話）：幸田宗丸
- ナレーター、中継ナレーター、カーラジオ・ニュースの声（第5話）：能村庸一
- スチュワーデス（第5話）：松尾佳子
- 対策本部空自参謀（第6話）：永谷悟一
- 対策本部警察幹部（第6話）：入江正徳
- 宇宙人の子供たち（第6話）：劇団ひまわり
- アラン星のチクル（第6話 - 第8話）：山本智子
- チクルの声（第6話 - 第8話）：松尾佳子
- 中京原子力発電所所長（第6話・第7話）：落合義雄
- 中京原発所員（第6話・第7話）：菊池英一
- TVニュースの声（第8話）：能村庸一
- まもるの友達（第9話）：水谷豊
- まもるの友達（第9話）：劇団ひまわり
- 国立科学博物館天文所員、ニュース・アナウンサー（第9話）：津嘉山正種
- ルゴース2号（第9話 - 第12話）：菊池英一
- 岡崎警部補、人間モドキ10号（第10話 - 第12話）：石橋雅美
- テレビ時代劇の侍（第10話）：菊池英一
- セントラル病院看護婦（山科鈴子）、人間モドキ13号（第10話・第11話）：炎加世子
- 国連事務総長（第11話）：ハロルド・コンウェイ
- 村上家別荘の徳造老人（第13話・第14話）：小笠原章二郎
- パル遊星人キング（第13話・第16話）：片山滉
- パル遊星人王姫リーザ（第13話 - 第16話）：高見理紗
- アロン人間体（第13話）：奥村公延
- 岩崎博士本部長（ルゴース3号）（第14話・第15話）：穂積隆信
- 岩崎博士の部下（第14話）：増岡弘
- TVアナウンサー（第14話・第15話）：岩佐徹
- ドクロ島の人間モドキ（第14話）：ジャック・ウンガン
- N.P.I.次長長谷（第15話）：川喜多雄二
- N.P.I.次長（第17話 - 第20話）：笠間雪雄
- モッズ病院の医師（第17話・第18話）：鎗田順吉
- モッズ病院の看護婦（第17話・第18話）：田村奈巳
- スポーツカーの青年（大原）（第17話）：山口暁
- 青年の彼女（大原悦子）（第17話・第18話）：山口千枝
- 悦子の弟（大原京一）（第17話・第18話）：榊原秀春
- ガレオン人間体（第17話）：仙波一之
- ドロックス人間体（第17話・第18話）：田中一
- 作業員（第18話）： 西尾徳
- 警部（第18話）： 阪脩
- マリア荒木（第19話・第20話）：岡田恭子
- ザンバ（第19話・第20話）：保科三良
- バランゴ島空港管制官（第19話・第20話）：飯塚昭三
- 宇宙科学研究所・山科博士（第21話 - 第24話）： 新井和夫
- N.P.I.関西支局・川島部長（第21話 - 第24話）： 真木祥次郎
- スペクター1号（第21話・第22話）：鹿島信哉
- スペクター2号（第21話 - 第24話）： 西山連
- スペクター3号（第21話 - 第24話）： 井上弦太郎
- 国連・スニーダ博士（第21話）：ハロルド・コンウェイ
- 新倉博士（第22話 - 第24話）： 小池明義
- スペクター4号（第23話・第24話）：国島英慈
- セスナ機整備士（第24話）：村上允俊
- サルタン（第25話 - 第28話）：滝恵一
- 田中（第25話 - 第28話）：田中一
- 荒船（第25話 - 第28話）：小倉雄三
- ミクロン人間の暗殺団（第27話）：菊池英一、松島映一
- ゴア円盤内の部下（第28話）：菊池英一、松島映一
- 科学者のひとり（第28話）：鈴木泰明
- 姥子ホテル支配人（第29話）： 里木佐甫良
- 姥子ホテル番頭（第29話 - 第31話）： 里見たかし
- ザムザ人間・猟師の舟山（第29話 - 第31話）： 根元嘉也
- ザムザ人間・旅行者の木村（第29話 - 第31話）： 立川雄三
- 宇宙科学研究所神川博士（第29話 - 第31話）： 若宮忠三郎
- 木村の妻・秀代（第30話・第31話）： 青木和子
- ラジオ・ニュース（第31話）： 小林大輔
- オリンポス星・宇宙の神ゼウス（第32話）：瑳川哲朗
- スクランブル・レーダー係（第33話・第34話・第36話）： 渡辺晃三
- TVニュースの声（第33話）：田口計
- 野球をする子供たち（第33話）：劇団ひまわり
- リード博士（第34話 - 第36話）： ピエール・ピロッツ
- ゴアの部下・安部峠の猟師（第35話）： 二見忠男
- TVアナウンサー（第35話・第36話）： 岩佐徹
- 国際緊急出動隊・矢澤隊員（第33話 - 第39話）:灰地順
- MM団シュナイダー（第37話 - 第40話）：菊池英一
- ゴアの部下バラモン（第37話 - 第40話）：田中一
- ジョージ山口（X26号）（第38話・第39話）：大月ウルフ
- ゴアの部下・ガベル（第43話・第44話）：石橋雅史
- 国際緊急部隊・隊員（第43話・第44話）：渡辺晃三
- ニュースの声（第44話）：能村庸一
- 原田五助（宮司）（第45話 - 第48話）：高塔正康
- 原田ヒデ（その妻）（第45話 - 第48話）：神谷千史
- 交番巡査（第45話）：松島映一
- 海坊主（第45話・第46話）：鹿島邦義
- 日光の病院院長（第47話・第48話）：筈見純
- カニックス（第47話・第48話）：三山登士
- ニュースの声（第48話）：小林大輔
- 国際緊急出動隊員（第49話 - 第51話）：松島映一
- 山形大学細菌研究所・藤波博士（第49話・第50話）：大平透
- 赤ん坊の母親（第51話）：西朱実
- ゴアゴンゴン（第51話）：鹿島邦義

## スタッフ
- 原作：手塚治虫（『少年画報』連載）
- 企画：東急エージェンシー
- 製作：ピー・プロダクション、フジテレビ
- 制作協力：日本特撮株式会社
- プロデューサー：黒田達雄（ピープロ）、瀬戸口智昭（東急エージェンシー）、別所孝治（フジテレビ）
- 制作：上島一男（東急エージェンシー）
- 監督：加戸敏、土屋啓之助、中尾守、梅樹しげる、船床定男、菊池奛
- 脚本：若林藤吾、高久進、山浦弘靖、梅樹しげる、内山順一朗、石堂淑朗
- 特撮監修：大橋史典、大沢光秋
- 特撮監督：小嶋伸介、堺武夫
- 怪獣デザイン、ミニチュア制作：入江義夫
- 怪獣造型：大橋史典（マグマ大使、ゴア、アロン、モグネス、バドラ）、開米栄三（フレニックス以降）
- 音楽：山本直純
- 擬斗：ジャパン・ファイティング・アクターズ（JFA）

## 主題歌・挿入歌
オープニング・エンディング「マグマ大使」
作詞：長谷川竜生 / 作曲：山本直純 / 唄：コール東京。
- オープニングは1番、エンディングは1・2番が流される。
- オープニングでは、最後に「マグマ大使」のタイトルが反転して「提供 ロッテ」の提供クレジットが出た後、「ガムやチョコレートで御馴染みの『ロッテ』の提供でお送りいたします」という提供コメントが出された。後年の再放送ではスポンサーが異なるかノンスポンサーのため、この部分はカットされる（映像・音声ごとフェードアウトする、提供読みのない素材を使用してテーマ曲はそのまま流した上で、反転する直前で映像を切り替えてサブタイトルを表記するなど様々な処置が取られていた）。
- オープニングは怪獣が「大恐竜」だけの前期バージョンと、ガレオン・ストップゴンなど多数の怪獣が登場する後期バージョンがある。1987年6月発売&レンタルの「TVヒーロー主題歌全集9 ピープロ編」（東映ビデオ、VHS）には前期のみ収録、またエンディングはノンテロップ版を収録した。

挿入歌「ガムのうた 」
作詞：長谷川竜生 / 作曲：山本直純 / 唄：前川陽子
- 主に次回予告のナレーションの前半で使用された。

## 放送リスト
参照ザボーガー&ピープロ 2011, p. 75
| 放映日       | 話数 | サブタイトル                             | 登場怪獣                                        | 脚本               | 監督             |
| ------------ | ---- | ---------------------------------------- | ----------------------------------------------- | ------------------ | ---------------- |
| 1966年7月4日 | 1    | わたしがゴアだ                           | - 大恐竜                                        | 若林藤吾           | 加戸 敏          |
| 7月11日      | 2    | 宇宙怪獣モグネス襲来す                   | - モグネス                                      | 高久 進            | 土屋啓之助       |
| 7月18日      | 3    | ガム！モグネスを倒せ                     | - モグネス                                      | 高久 進            | 土屋啓之助       |
| 7月25日      | 4    | 危機一発！東京!!                         | - モグネス                                      | 高久 進            | 土屋啓之助       |
| 8月1日       | 5    | 怪獣バドラ誕生す                         | - バドラ                                        | 山浦弘靖           | 中尾 守          |
| 8月8日       | 6    | マグマ大使対バドラ                       | - バドラ                                        | 山浦弘靖           | 中尾 守          |
| 8月15日      | 7    | 危うしマグマ大使                         | - バドラ                                        | 山浦弘靖           | 中尾 守          |
| 8月22日      | 8    | バドラの最後                             | - バドラ                                        | 山浦弘靖           | 中尾 守          |
| 8月29日      | 9    | 謎の空飛ぶ円盤                           | - フレニックス - ルゴース2号                    | 高久 進 梅樹しげる | 土屋啓之助       |
| 9月5日       | 10   | 音波怪獣フレニックス                     | - フレニックス - ルゴース2号                    | 高久 進 梅樹しげる | 土屋啓之助       |
| 9月12日      | 11   | 人間モドキを倒せ                         | - フレニックス - ルゴース2号                    | 高久 進 梅樹しげる | 土屋啓之助       |
| 9月19日      | 12   | 怪獣フレニックス最後の日                 | - フレニックス - ルゴース2号                    | 高久 進 梅樹しげる | 土屋啓之助       |
| 9月26日      | 13   | 最後の遊星人                             | - アロン - ルゴース3号                          | 高久 進            | 土屋啓之助       |
| 10月3日      | 14   | ドクロ島                                 | - アロン - ルゴース3号                          | 高久 進            | 土屋啓之助       |
| 10月10日     | 15   | 怪獣アロンを撃て                         | - アロン - ルゴース3号                          | 高久 進            | 土屋啓之助       |
| 10月17日     | 16   | 地球最後の日                             | - アロン - ルゴース3号                          | 高久 進            | 土屋啓之助       |
| 10月24日     | 17   | ガレオン地球を攻撃せよ                   | - ガレオン                                      | 西田一夫           | 土屋啓之助       |
| 10月31日     | 18   | 生き人形の怪                             | - ガレオン - ドロックス                         | 西田一夫           | 土屋啓之助       |
| 11月7日      | 19   | バランゴ作戦                             | - ガレオン - ドロックス                         | 山浦弘靖           | 土屋啓之助       |
| 11月14日     | 20   | 死闘・二大怪獣！                         | - ガレオン - ドロックス                         | 山浦弘靖           | 土屋啓之助       |
| 11月21日     | 21   | 細菌を追え!!                             | - ストップゴン - スペクター                     | 梅樹しげる         | 土屋啓之助       |
| 11月28日     | 22   | あの宇宙ロケットを停めろ!!               | - ストップゴン - スペクター                     | 梅樹しげる         | 土屋啓之助       |
| 12月5日      | 23   | 怒る怪獣ストップゴン                     | - ストップゴン - スペクター                     | 内山順一朗         | 土屋啓之助       |
| 12月12日     | 24   | 地球人反撃せよ                           | - ストップゴン - スペクター                     | 内山順一朗         | 土屋啓之助       |
| 12月19日     | 25   | 悪魔からのクリスマスプレゼント           | - ダコーダ - サルタン - ミクロン人間            | 高久 進            | 船床定男         |
| 12月26日     | 26   | 冷凍作戦完了す                           | - ダコーダ - サルタン - ミクロン人間 - 巨人人間 | 高久 進            | 船床定男         |
| 1967年1月2日 | 27   | 裏切り者サルタンを殺せ                   | - ダコーダ - サルタン - ミクロン人間 - 巨人人間 | 高久 進            | 船床定男         |
| 1月9日       | 28   | 怪獣ダコーダの最期                       | - ダコーダ - サルタン - ミクロン人間 - 巨人人間 | 高久 進            | 船床定男         |
| 1月16日      | 29   | マグマ大使と自由の女神                   | - テラバーデン                                  | 石堂淑朗           | 船床定男         |
| 1月23日      | 30   | 怪獣テラバーデン対スクランブル           | - テラバーデン                                  | 石堂淑朗           | 船床定男         |
| 1月30日      | 31   | ゴアの魔手から地球を守れ！               | - テラバーデン                                  | 石堂淑朗           | 船床定男         |
| 2月6日       | 32   | 大涌谷の決闘                             | - テラバーデン                                  | 石堂淑朗           | 船床定男         |
| 2月13日      | 33   | 恐怖の怪虫ピドラ                         | - ピドラ                                        | 内山順一朗         | 船床定男 菊池 奛 |
| 2月20日      | 34   | 迫る魔の手 宇宙植物ネスギラス            | - ピドラ - ネスギラス                           | 内山順一朗         | 船床定男 菊池 奛 |
| 2月27日      | 35   | 危うしマグマ基地                         | - ピドラ - ネスギラス                           | 内山順一朗         | 船床定男 菊池 奛 |
| 3月6日       | 36   | 地球を救え                               | - ピドラ - ネスギラス                           | 内山順一朗         | 船床定男 菊池 奛 |
| 3月13日      | 37   | 狂人と水爆・毒ガス怪獣サソギラス登場     | - サソギラス - バラモン                         | 高久 進            | 船床定男         |
| 3月20日      | 38   | さらば！毒ガス怪獣サソギラス 水爆を探せ  | - サソギラス - バラモン                         | 高久 進            | 船床定男         |
| 3月27日      | 39   | 怪獣グラニア ただ今出現                  | - サソギラス - グラニア - バラモン              | 高久 進            | 船床定男         |
| 4月3日       | 40   | いそげ！マグマ大使 くたばれ怪獣グラニア  | - グラニア - バラモン                           | 高久 進            | 船床定男         |
| 4月10日      | 41   | 幻怪獣バルザスの猛襲                     | - バルザス                                      | 内山順一朗         | 船床定男         |
| 4月17日      | 42   | マグマ大使とバルザスの激闘               | - バルザス                                      | 内山順一朗         | 船床定男         |
| 4月24日      | 43   | マグネット怪獣ジギラ現わる！             | - ジギラ - ガベル                               | 内山順一朗         | 船床定男         |
| 5月1日       | 44   | マグマの使命                             | - ジギラ - ガベル                               | 内山順一朗         | 船床定男         |
| 5月8日       | 45   | 日光に現れた海坊主の謎                   | - 海坊主                                        | 石堂淑朗           | 船床定男 菊池 奛 |
| 5月15日      | 46   | 怨霊怪獣海坊主対マグマ大使               | - 海坊主                                        | 石堂淑朗           | 船床定男 菊池 奛 |
| 5月22日      | 47   | 電磁波怪獣カニックス新宿に出現           | - カニックス                                    | 石堂淑朗           | 船床定男 菊池 奛 |
| 5月29日      | 48   | 東照宮の危機・電磁波怪獣カニックス大暴れ | - カニックス                                    | 石堂淑朗           | 船床定男 菊池 奛 |
| 6月5日       | 49   | 再生怪獣キンドラ出現                     | - キンドラ                                      | 高久 進            | 船床定男         |
| 6月12日      | 50   | くたばれ！宇宙カビ怪獣キンドラ           | - キンドラ                                      | 高久 進            | 船床定男         |
| 6月19日      | 51   | 宇宙怪獣ゴアゴンゴン襲来す！             | - ゴアゴンゴン                                  | 高久 進            | 船床定男         |
| 6月26日      | 52   | 宇宙の帝王ゴア対マグマ大使・最後の戦い！ | - ゴアゴンゴン                                  | 高久 進            | 船床定男         |

## 放送局
- フジテレビ：月曜 19:30 - 20:00（第39話まで）→ 月曜 19:00 - 19:30（第40話より）
- 札幌テレビ：月曜 18:00 - 18:30[39]
- 青森放送：月曜 18:00 - 18:30[40]
- 秋田放送：月曜 17:28 - 17:58[41]
- 岩手放送：水曜 18:00 - 18:30（1966年7月13日 - 12月14日） → 　火曜 18:00 - 18:30（1966年12月20日から）[42]
- 山形放送：土曜 18:15 - 18:45[43]
- 仙台放送：火曜 18:15 - 18:45[44]
- 福島テレビ：火曜 19:00 - 19:30[45]
- 新潟放送：日曜 17:00 - 17:30[46]
- 北日本放送：金曜 18:15 - 18:45[47]
- 北陸放送：火曜 18:00 - 18:30[48]
- 福井放送：火曜 18:00 - 18:30[48]
- 信越放送：火曜 18:00 - 18:30[49]
- 山梨放送：月曜 18:15 - 18:45[50]
- 静岡放送：土曜 14:30 - 15:00[51]
- 東海テレビ：月曜 19:30 - 20:00（39話まで）→ 月曜 19:00 - 19:30（40話より）[52]
- 関西テレビ：月曜 19:30 - 20:00[53] → 月曜 19:00 - 19:30
- 広島テレビ：金曜 18:15 - 18:45（4日遅れ）[54]
- 日本海テレビ：金曜 18:15 - 18:45（4日遅れ、当時の放送エリアは鳥取県のみ）[54]
- 山陰放送：火曜 18:00 - 18:30（当時の放送エリアは島根県のみ）[55]
- 四国放送：金曜 18:00 - 18:30[53]
- 西日本放送：金曜 18:15 - 18:45（4日遅れ）[54]
- 南海放送：金曜 18:00 - 18:30（11日遅れ）[54]
- 高知放送：木曜 18:15 - 18:45[56]
- 山口放送：金曜 18:00 - 18:30（4日遅れ）[54]
- テレビ西日本：月曜 19:30 - 20:00[57] → 月曜 19:00 - 19:30
- 熊本放送：火曜 18:00 - 18:30[57]
- 大分放送：火曜 18:00 - 18:30[56]
- 宮崎放送：火曜 18:00 - 18:30[58]
- 南日本放送：火曜 18:00 - 18:30[58]
- 沖縄テレビ：水曜 18:30 - 19:00[59]

## 映画版
東映の劇場で、1967年3月19日より「東映こどもまつり」内で、第20話「死闘・二大怪獣！」が上映された。同時上映は、『少年ジャックと魔法使い』、『サイボーグ009 怪獣戦争』、『たぬきさん大当り』。

## 映像ソフト化
- 1983年より東映ビデオからビデオソフトが発売。第1巻（巻数表記無し）には第4話と第52話を、第2巻には第1話 - 第3話とパイロット版ダイジェストを、第3巻には第9話 - 第12話を収録。
- 1997年7月21日から9月21日にかけて全2巻のLD-BOXが円谷コミュニケーションズより発売された[60]。
- 1999年9月25日と11月25日に発売マーケットネットワーク・発売代理ニューライン・販売ビームエンタテインメントよりVHSが全13巻の単巻および全2巻のボックスで発売された[61]。
- 2009年3月11日にDVD-BOXがキングレコードより発売された[62]。
- 2015年9月30日にBD-BOXがキングレコードより発売された[63]。

## 関連作品
『パーフェクターMM』
東海テレビの依頼により企画された女性アクションもので、應蘭芳のスピンオフと想定されていた。應がスカイダイビングやスキューバダイビングのライセンスなどを持っていたことから企画されたものであったが、應が失神女優へ路線変更したため、実現しなかった。その後、『快傑ライオン丸』のヒットを受けて1973年に超能力ヒーローものへ改定して再企画され、一部の設定は『鉄人タイガーセブン』へ引き継がれた。
『新・マグマ大使』「異星児グウ」
1991年のマグマ大使25周年記念イベントで配布された小冊子に掲載されたうしおそうじ直筆の小説。成長して1児の父となったマモルが主人公を務める。